# 安妮·霍尔德曼
安妮·霍尔德曼（德語：Anni Holdmann，1900年1月28日—1960年11月2日），德国女子田径运动员，主攻短跑。她曾代表德国参加1928年夏季奥林匹克运动会田径比赛，获得女子4×100米接力铜牌。